# 눈꽃 (프로게이머)
눈꽃(본명: 노회종, 1997년 2월 24일 ~ )은 대한민국의 리그 오브 레전드 프로게이머로 아이디는 SnowFlower이다. 포지션은 서포터이다.

## 선수 생활
2014년 1월, Anarchy에 입단하면서 프로 커리어를 시작했다. 하지만 2014시즌 출전을 기록하지 못했다. 2015 스프링 시즌챌린저스 1차 토너먼트에서 프로 데뷔전을 치렀다. 챌린저스에서 팀의 승강전 진출에 기여했으며 승강전에서 팀의 LCK 승격에 기여했다. 서머 시즌 팀의 주전으로 활동했다.
2016 스프링 시즌에서도 팀의 주전으로 활동했다. 서머 시즌에도 팀의 주전으로 활동하면서 팀의 포스트시즌 진출에 기여했다.
2017시즌을 앞두고 진에어 그린윙스에 입단했다. 스프링 시즌 팀의 주전으로 활동했다. 부진한 팀 속에서 테디와 함께 호흡을 맞추며 분전하는 모습을 보여주었다. 팀은 승강전으로 떨어졌지만 잔류에 성공했다. 서머 시즌에도 주전으로 활동했다.
2018시즌을 앞두고 슈퍼매시브 e스포츠에 입단했다. 윈터 시즌 팀의 주전으로 활동하면서 팀의 포스트시즌 진출에 기여했다. 포스트시즌에는 팀의 스프링 시즌 우승에 기여했다. 스프링 시즌 우승으로 리그 오브 레전드 미드 시즌 인비테이셔널 2018에 참가했다. MSI에서는 좋은 모습을 보여주었지만 팀은 플레이인 단계에서 조기에 탈락했다. 서머 시즌에서도 팀의 우승에 기여했다. 리프트 라이벌즈 2018에 참가했으며 TCL의 우승에 기여했다. 리그 오브 레전드 월드 챔피언십 2018에 참가했다. 플레이인 단계에 출전했으며 좋은 모습을 보여주었다.
2019시즌을 앞두고 KT 롤스터에 입단했다. 스프링 시즌 팀의 주전으로 활동했다. 하지만 시즌 동안 좋지 못한 모습을 보여주었으며 팀의 승강전 행을 이끌고 말았다. 승강전에서는 팀의 잔류에 기여했다. 서머 시즌에서도 좋지 못한 모습을 보여주었다. 2019시즌 종료 후 팀에서 퇴단했다.
2020년 6월, 파파라 슈퍼매시브에 입단했다. 서머 시즌 좋은 모습을 보여주었으며 팀의 우승에 기여했다. 리그 오브 레전드 월드 챔피언십 2020에 참가했다. 롤드컵 기간 동안 팀의 주전으로 활동했다. 2020시즌 종료 후 팀에서 퇴단했다.
2022년 7월, 농심 레드포스에 입단했다. 입단 이후 서포터의 폼으로 문제를 일으키던 농심에서 주전 자리를 차지했으며 농심의 경기력에서도 변화를 가져오면서 좋은 모습을 보여주었다. 2022시즌 종료 후 팀에서 퇴단했다.

## 소속팀
| # | 팀명               | 소속 기간             | 소속 리그 | 비고 |
| - | ------------------ | --------------------- | --------- | ---- |
| 1 | Anarchy            | 2014.01~2016.11.30    | CK LCK    |      |
| 2 | 진에어 그린윙스    | 2016.12.20~2017.11.29 | LCK       |      |
| 3 | 슈퍼매시브 e스포츠 | 2017.12.06~2018.11.26 | TCL       |      |
| 4 | KT 롤스터          | 2018.11.26~2019.11.19 | LCK       |      |
| 5 | 파파라 슈퍼매시브  | 2020.06.15~2020.11.17 | TCL       |      |
| 6 | 농심 레드포스      | 2022.07.10~2022.11.22 | LCK       |      |

## 수상 내역
- 리그 오브 레전드 챌린저스 코리아 스프링 2015 1차 토너먼트 우승
- 터키 챔피언십 리그 윈터 2018 우승
- 리프트 라이벌즈 2018 퍼플 리프트 우승
- 터키 챔피언십 리그 서머 2018 우승
- 터키 챔피언십 리그 서머 2020 우승